# Giovanni Crupi
Giovanni Crupi (1861-1925) est un photographe italien de paysage, très actif à Taormine et en Égypte (à Héliopolis).

## Biographie
Giovanni Crupi considère d'abord la photographie comme un passe-temps et ne devient photographe professionnel qu'en 1885.
Il est l'ami et le collègue de Wilhelm von Gloeden, celui-ci est présenté, sans fondement, comme son maître : Gloeden dit lui-même en 1898, dans un écrit autobiographique, avoir appris les rudiments de l'art photographique du même Giuseppe Bruno. On ne peut nier, toutefois, que dans la production des images de paysage, les deux se sont influencés mutuellement, au point que l'attribution des œuvres des deux artistes est souvent confondue. On doit, probablement, à l'influence de Gloeden un petit nombre de nus masculins réalisés par Crupi sur le site archéologique de Syracuse.
Lorsque Crupi quitte l'Italie, une partie des négatifs qui concernent des paysages et des monuments d'art, sont achetés par Gloeden qui les commercialisent sous son nom. Ce qui fait qu'aujourd'hui des exemplaires identiques portent la signature de Crupi et de Gloeden. Les photographies de Crupi se distinguent souvent, même si elles sont signées Gloeden, par la présence d'une épaisse bande noire, au bas, dans laquelle est écrit le titre de l'image et le numéro du catalogue. Cette bande est manquante dans les photographies prises par Gloeden.
En 1899 Crupi s'expatrie et ouvre en Égypte un atelier photographique près du Caire, à Héliopolis . Il serait rentré en Italie seulement en 1910 et il aurait aidé, sans plus jamais refaire de photographie et jusqu'à sa mort, un parent qui a repris son entreprise.

## Galerie
Voir aussi le catalogue sur Wikimédia Commons.

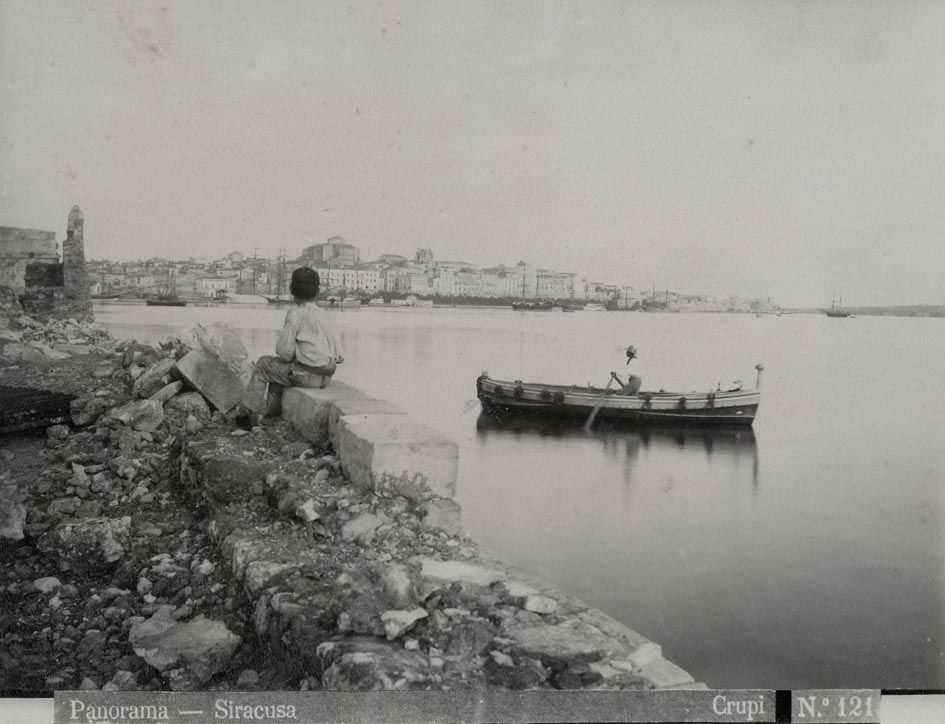
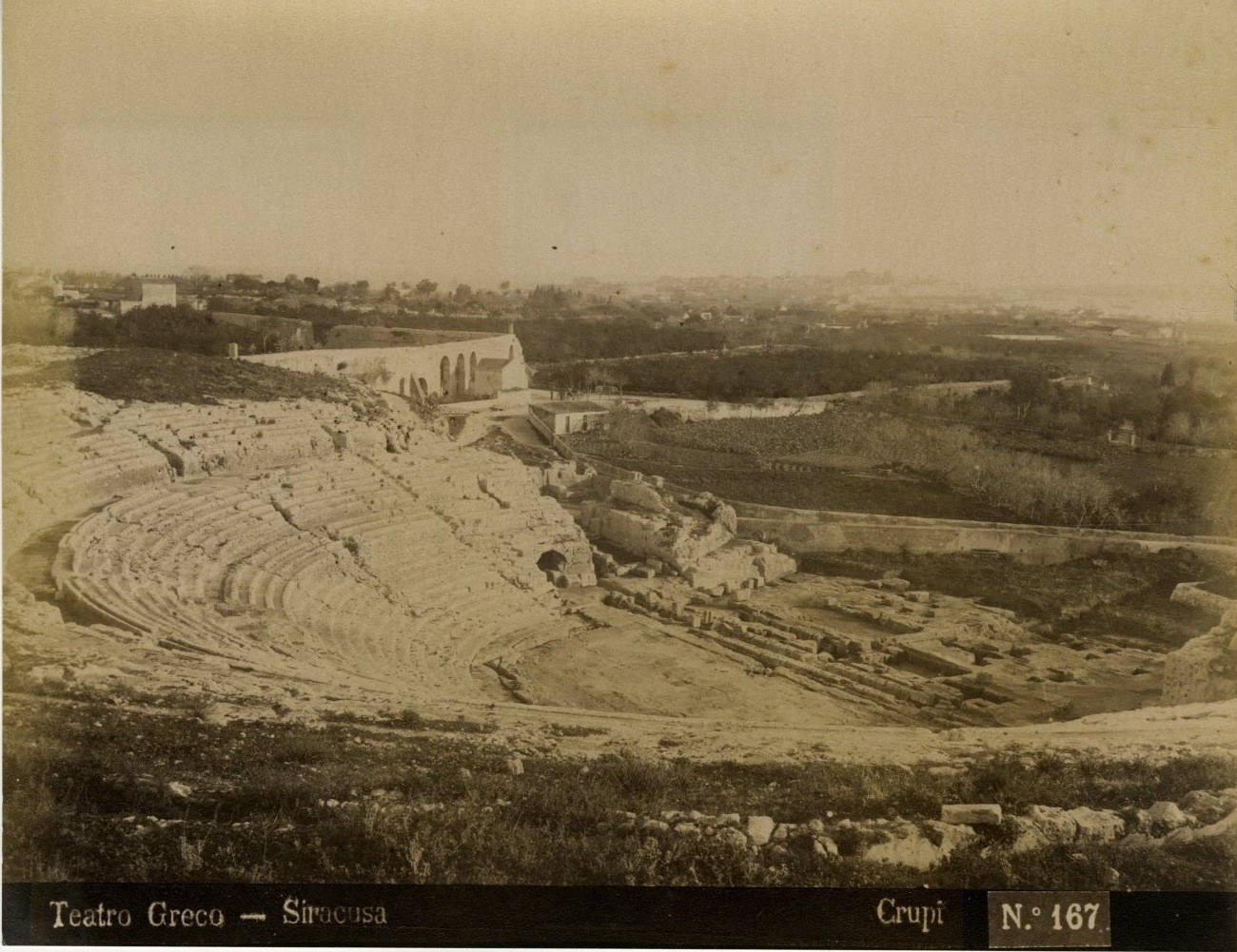
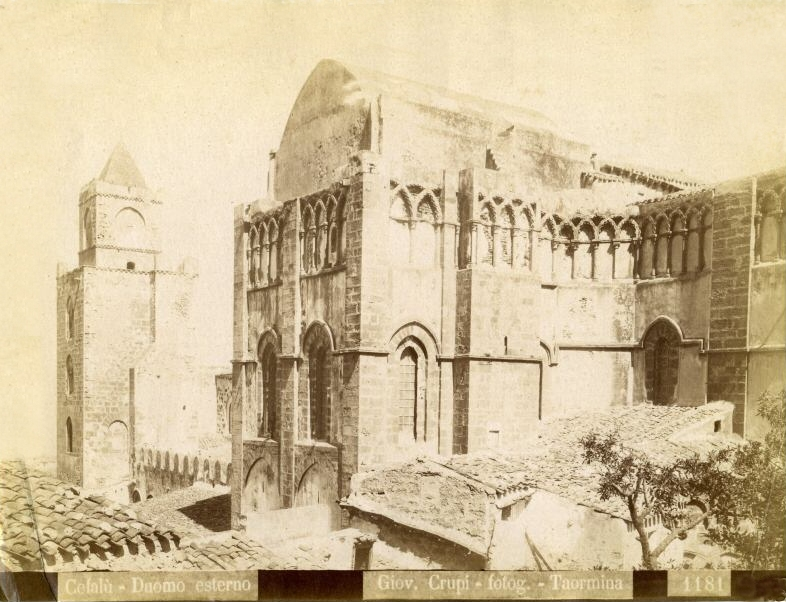
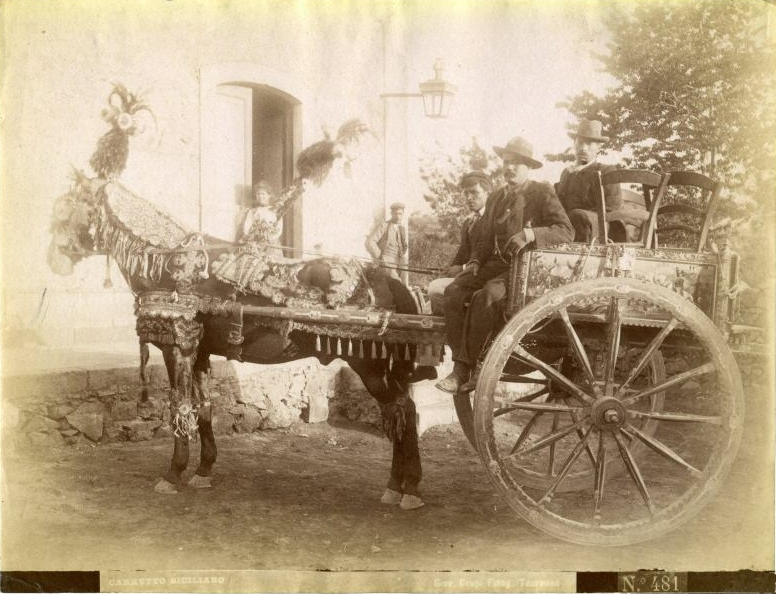
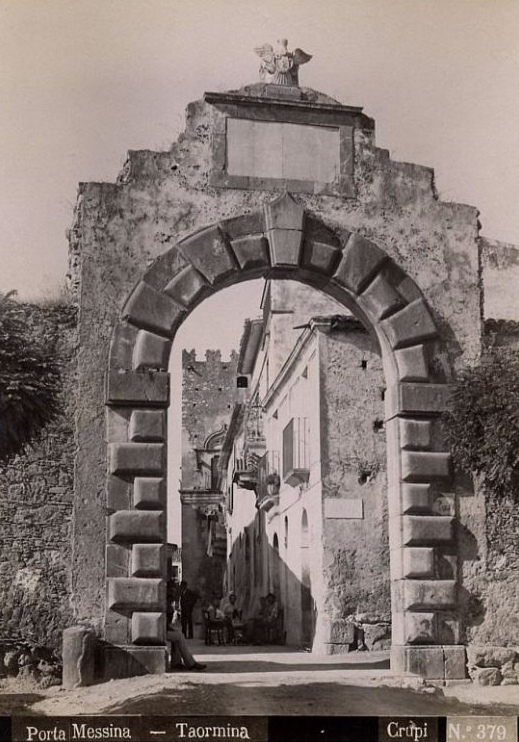
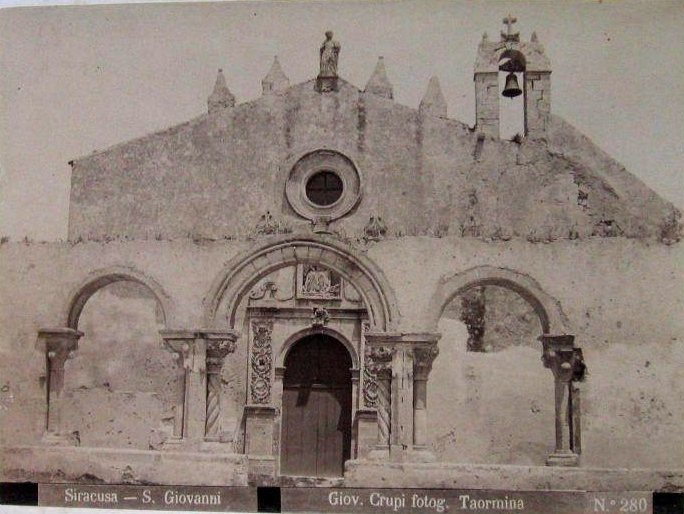